# Sněžka
Sněžka (polsky Śnieżka, německy Schneekoppe) je se svými 1603 m (dříve uváděný údaj 1602 m) nejvyšší horou Krkonoš, Slezska, Čech, i celého Česka. Vzhledem k tomu, že vrchol Sněžky leží v Polsku, je nejvyšším vrcholem ležícím uvnitř hranic Česka tedy Luční hora vysoká 1556 m.
Sněžka je významná dominanta východní části Krkonoš. Poblíž jejího vrcholu prochází česko-polská hranice, nejvyšší bod hory se nachází na polské straně hranice, několik metrů západně od kaple sv. Vavřince. Na vrchol vede ze 4,5 km vzdálené Pece pod Sněžkou kabinková lanovka. Severní, polská strana spadá do údolí řeky Lomničky, západní do Úpské rašeliny, jihozápadní část do Obřího dolu, jihovýchodní do údolí Jeleního potoka a východní přecházejí v Obří hřeben.
Vrcholek hory je skalnatý a má rozlohu okolo 120 000 m². Jelikož je Sněžka nejvyšší hora v širokém okolí, je z vrcholu rozsáhlý panoramatický rozhled.

## Historie
Georgius Agricola v roce 1546 označil horu názvem Risenberg. V roce 1871 je poprvé zaznamenáno množné číslo Riesengebirge (Obří hory) jako dosud užívaný německý název pro celé pohoří. Původní německý název dosud zanechal dozvuky v dnešních názvech Obří důl a Obří hřeben. Přibík Pulkava již v roce 1380 pro celé Krkonoše použil název Sněžné hory.
Název Sněžka pochází z 19. století, je odvozen od pojmenování Sněžná – jako „sněhem pokrytá“. První český název byl Pahrbek Sněžný, pak Sněžovka, od roku 1823 pak definitivně Sněžka. Narazit lze ale i na názvy Sněhovka či doslovný překlad z němčiny Sněhkopa. V němčině se zase kromě častějšího Schneekoppe objevoval i tvar Riesenkoppe.
První v historii zaznamenaný výstup je z roku 1456, kdy jistý Benátčan hledal v horách drahé kamení. V letech 1563–1566 se pokusil změřit nadmořskou výšku hory slezský učenec Kryštof Schilling. Naměřil 5880 pařížských stop, tj. 1910 m. V roce 1569 kutnohorský důlní měřič Jiřík z Řásné naměřil 774 láter (cca 1620 m).
Dne 23. srpna 1935 vyjeli na Sněžku ve Škodě Popular Břetislav Jan Procházka a Mojmír Urbánek. Před nimi však na vrchol Sněžky vyjel již v roce 1932 konstruktér Josef Bašek, arci méně náročnou cestou po tehdejší československo-německé hranici.
V roce 1936 byl na vrcholu osazen trigonometrický bod číslo 12, jehož výška 1602 m (přesněji 1602,02 m) byla až do roku 2014 považována za nejvyšší nadmořskou výšku Sněžky. Na přelomu let 2013 a 2014 však byla provedena geodetická měření jež určila polohu a výšku nejvyššího bodu Sněžky. Nejvyšší bod se nachází na polském území u kaple sv. Vavřince přibližně 3,5 m od státní hranice a jeho výška činí 1603 m (1603,296 m). Nejvyšší bod na území Česka je o cca 10 cm nižší a nachází se v jeho blízkosti.

## Stavby na vrcholu

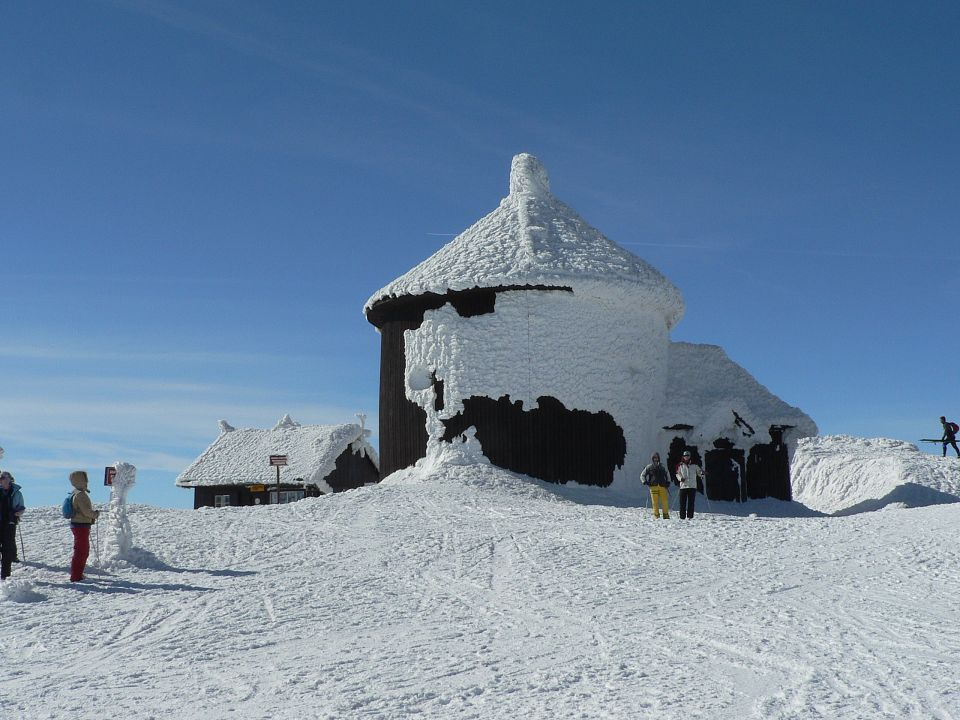
Kaple sv. Vavřince

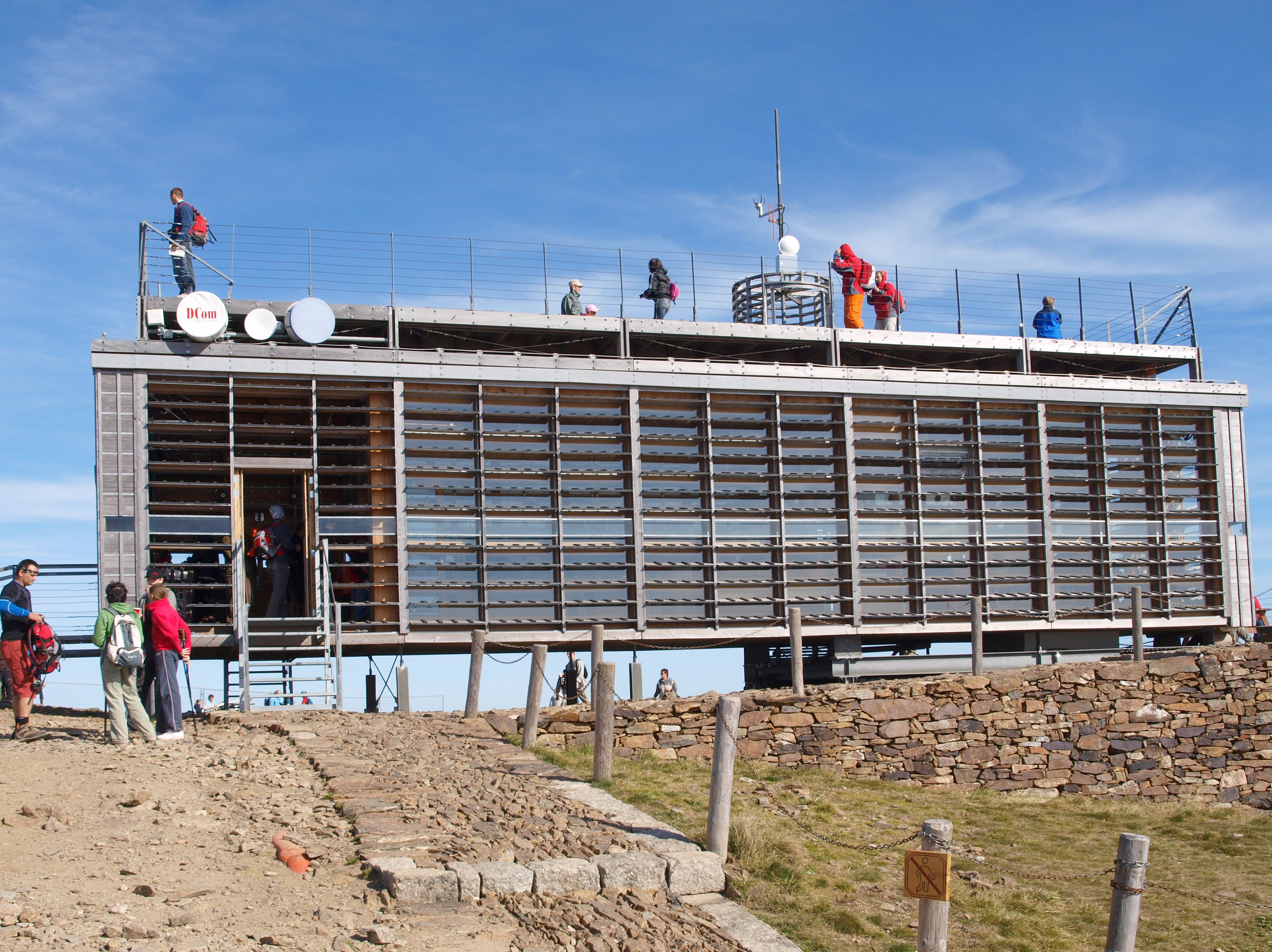
Nová Česká poštovna, postavená v roce 2007

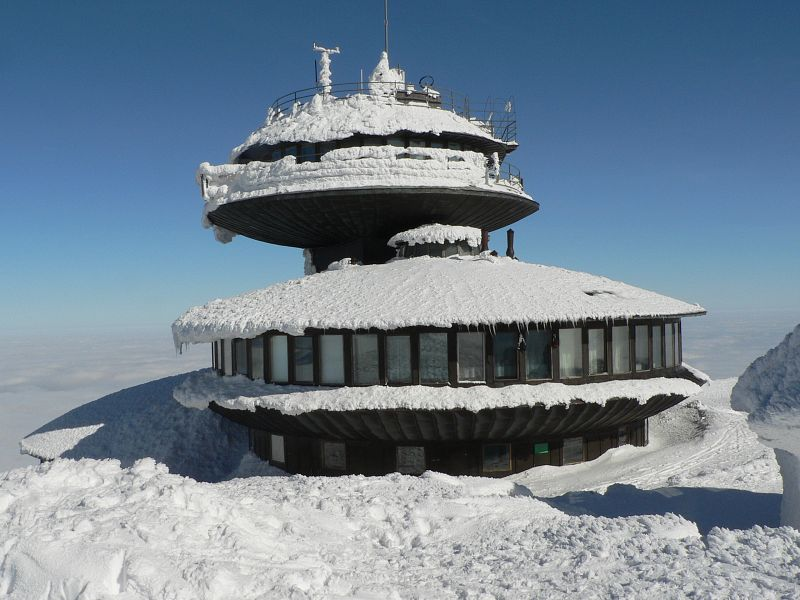
Polská bouda

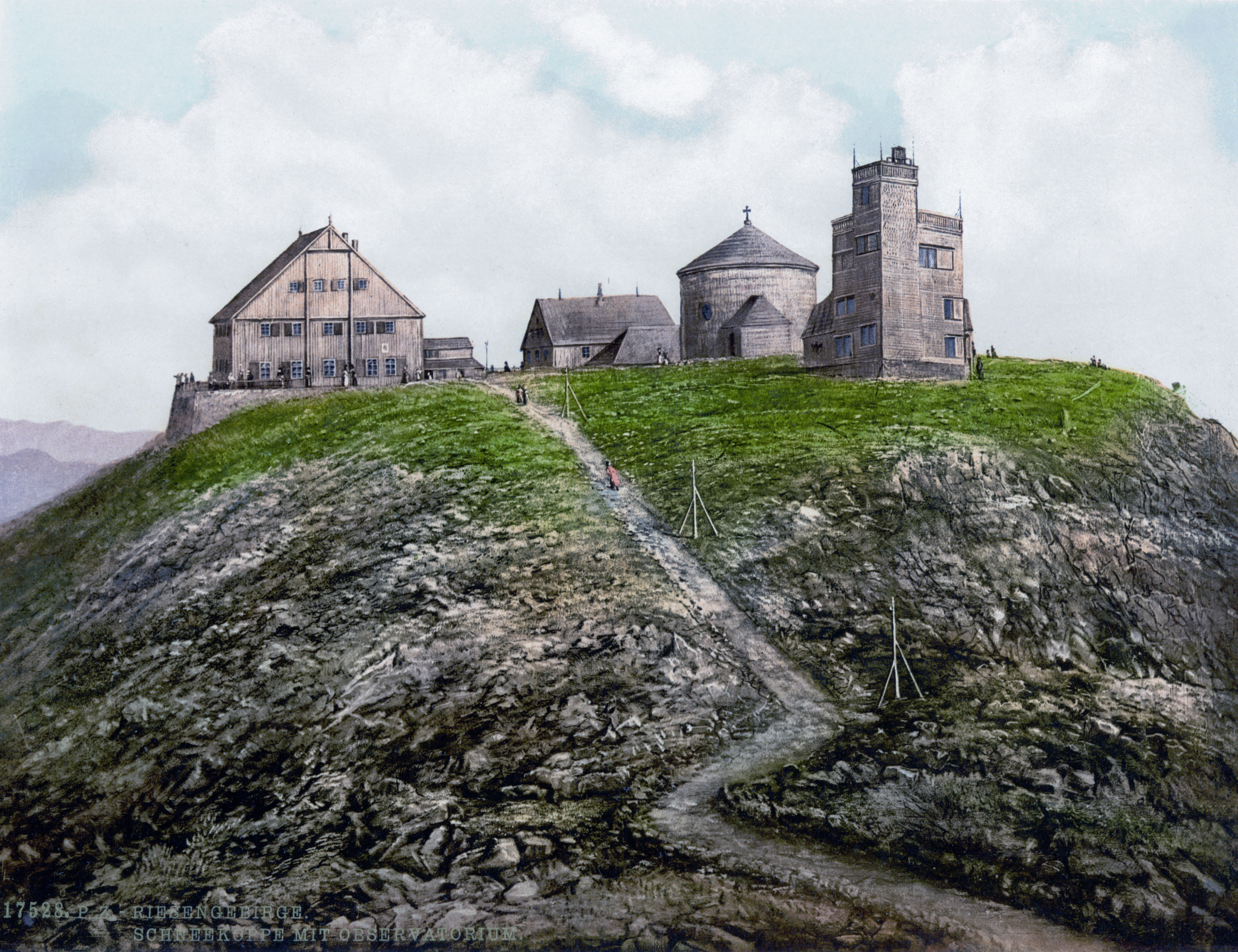
Vrchol Sněžky kolem roku 1900; budovy zleva doprava: Pruská bouda, Česká bouda, kaple Sv. Vavřince, meteorologická stanice

Vrchol Sněžky je poměrně rozlehlý. Nejstarší stavba je na polské (slezské) straně vrcholu. Je to 14 metrů vysoká kaple sv. Vavřince, o jejíž stavbu se zasloužil šlechtic Kryštof Leopold Schaffgotsch. Kaple byla postavena v letech 1665–1681, ale první práce na výstavbě začaly již roku 1653. Práce ale musely být ukončeny kvůli majetkové při s hrabětem Humprechtem Černínem, který si Sněžku nárokoval z titulu vlastnictví panství Schmiedeberg (dnes Kowary). Spor o pozemky se táhl 11 let, a tak se se stavbou mohlo začít až v roce 1665. Bohoslužby se zde konaly pětkrát ročně. Kaple byla v roce 1810 uzavřena a do roku 1850 sloužila jako hospoda a útulek. Roku 1854 byla znovu vysvěcena a následně několikrát poničena požárem a obnovena.
V roce 1850 byla postavena Polská (dříve Slezská) bouda. O sedm let později vyhořela, ale byla obnovena a sloužila až do roku 1976, kdy byl dán do užívání současný horský hotel. Ten je postaven podle projektu polského architekta Lipińského.
Polská meteorologická observatoř byla postavena v letech 1966 až 1974 několik metrů od místa bývalé Polské boudy na Sněžce. Budovu, tvořenou ocelovou konstrukcí připomínající vesmírné talíře, navrhli architekti Witold Lipinski a Waldemar Wawrzyniak z Wroclawské univerzity. Observatoř je v nejvyšším disku, ve středním disku je technické zázemí a sklady, největší spodní disk o průměru 30 metrů je částečně zapuštěn do terénu. V roce 2009 nevydržel horní disk (Meteorologická stanice) nápor sněhu a zřítil se na spodní. Po důkladné expertize bylo rozhodnuto, že k žádnému dalšímu poškození by nemělo dojít a stavba byla do října 2009 obnovena do původního stavu. Na podzim 2015 Rádio Wroclaw oznámilo, že Ústav meteorologie a vodního hospodářství chce budovu opustit a prodat nebo pronajmout, restaurace v přízemí byla od začátku listopadu 2015 uzavřena kvůli rekonstrukci. Ústav meteorologie a vodního hospodářství tuto zprávu popřel a označil za spekulaci médií. Ústav prý neplánuje meteorologickou observatoř prodat, ale vedení ústavu a národního parku pouze diskutují s cílem dojít ke společné dohodě o způsobu využití budovy jak pro vědecké, tak pro turistické účely. Mluvčí potvrdila, že spodní část budovy vyžaduje nutnou rekonstrukci. Je potřeba zpevnit ocelovou konstrukci, opravit elektroinstalaci, větrání a sociální zázemí, datum zahájení prací závisí na zajištění finančních prostředků, přičemž poskytování služeb v cestovním ruchu není zahrnuto v rozpočtu ústavu a je nad rámec jeho zákonných činností.
V roce 1900 byla postavena dřevěná budova meteorologické stanice. Stavba vysoká 18 metrů byla po 2. světové válce jedinou fungující meteorologickou stanicí ve střední Evropě. Stržena byla v osmdesátých letech 20. století.
Na české straně Sněžky stála v letech 1868 až 2004 Česká bouda. V roce 1990 byla uzavřena a od té doby chátrala, zlikvidována byla na podzim 2004. Na jejím místě byla v letech 2005–2006 postavena nová Česká poštovna. Mezi lety 1899 a 2009 stála opodál budova původní poštovny, jež byla v červnu 2009 rozebrána a převezena na Javorovou skálu, kde byla posléze znovu sestavena. Další stavbou je horní stanice lanovky z Pece pod Sněžkou. Lanovka má dva úseky a do provozu byla uvedena v roce 1949.

## Lanovky
Lanová dráha na vrchol Sněžky funguje již od roku 1949. Původní lanovka měla podobu dvojsedačky, kde cestující seděli bokem ke svahu. Vyrobena byla švýcarskou firmou Von Roll. Cesta na vrchol trvala 20 minut.
Od 21. prosince 2013 je v provozu nová kabinková dráha, která nahradila původní lanovou dráhu sedačkovou. Z Pece pod Sněžkou nyní kabinka pro čtyři osoby vyveze na vrchol až 250 návštěvníků za hodinu.
Celá trasa sestává ze dvou lanovek, které mají mezistanici na Růžové Hoře. Kromě přepravy turistů slouží také k zásobování turistických chat na Růžové hoře a na Sněžce.
Z polské strany vede sedačková lanovka z Karpacze na předvrchol Kopa, odkud je nutné pěšky dojít na Obří sedlo a vystoupat na Sněžku.

## Turistické výstupy

Sněžka ve znaku polského města Karpacz

Na Sněžku vede sedm základních pěších výstupů.
- Z Velké Úpy stoupá žlutá turistická značka po bývalé nosičské trase,[23] kudy se na Sněžku nosily zásoby a stavební materiál. Na hřeben se dostává na rozcestí Nad Portášovými boudami, s lanovkou se setkává na Růžové hoře a pokračuje v jejím směru až na vrchol.
- Z Pece pod Sněžkou prochází modrá turistická značka skrz Obří důl na Obří sedlo, kde se u polské chaty Slezský dům napojí na hlavní hřeben Krkonoš. Tato cesta je v zimě uzavřena kvůli nebezpečí lavin.
- /; Ze Špindlerova Mlýna je možné vyjít k Luční boudě buď po modré turistické značce podél Bílého Labe nebo po červené turistické značce přes Kozí hřbety. Tyto obě trasy k Luční boudě mohou být v zimě ohroženy lavinami. Dále je možné pokračovat po modré přes Úpské rašeliniště do Obřího sedla a potom na vrchol po severozápadním hřebeni.
- Ze Slezského sedla od Špindlerovky vede červeně značené cesta Česko-polského přátelství víceméně po hlavním krkonošském hřebeni většinou na polském území na Obří sedlo ke Slezskému domu a dále na vrchol po severozápadním hřebeni zajištěném řetězovým zábradlím.
- // Z Karpacze na Obří sedlo vedou tři varianty tras údolím říčky Plasawa po modré značce, údolím říčky Lomnica po žluté značce a údolím Zlatého potoka po černé značce. Všechny tři se spojují na Obřím sedle. Cesta podél Zlatého potoka je v zimě ohrožována obrovskými lavinami z kotle Bialy Jar nad ní.
- ; Z Wilcza Poreba strmě stoupá žlutá turistická značka podél potoka Lomnička, u turistické chaty Nad Lomniczka se spojuje s červenou značkou z Karpacze a vede na Obří sedlo. V zimě je cesta uzavřena kvůli nebezpečí lavin.Sněžka ve znaku polského města Karpacz
- Z Malé Úpy vede červeně značená cesta Česko-polského přátelství od Pomezních bud přes Soví sedlo a Svorovou horu až na vrchol Sněžky. Na Soví sedlo se lze z Pomezních bud dostat také po modré značce po Lesním hřebeni, nebo z Karpacze po černé značce. Na Svorovou horu lze dorazit také po žluté značce přes turistickou boudu Jelenka.

Po úbočí Sněžky vedou dvě promenádní vyhlídkové cesty. Na české straně traverzuje jihovýchodní úbočí zeleně značená pěší cesta dlážděná velkými kameny mezi Jelenkou a rozcestím Nad Růžovohorským sedlem. Na polské straně protíná severní stěnu stará Slezská silnice vydlážděná kočičími hlavami, po které dodnes ve výjimečných případech vyjede terénní auto. Slezská silnice je v zimě uzavřena kvůli lavinovému nebezpečí.

### Lyžařské sjezdy
Sněžka je tradičním místem pro turistické i extrémní lyžování. V současné době je většina sjezdových tras uzavřena z důvodu ochrany přírody.
- Na běžkách se dá sjet dlouhým bezpečným sjezdem na Pomezní Boudy.
- Zpočátku s lyžemi v rukou a potom na běžkách se jezdí na Růžovou horu a Portášky.
- V současnosti jsou skialpinistické sjezdy možné jen po výše uvedených značených cestách a to z důvodu, že vrchol Sněžky leží v 1. zóně KRNAP, což nedovoluje pohyb mimo značené stezky. Historické (dnes zakázané) sjezdové trasy vedou skalnatou jižní stěnou do Obřího dolu[24] a dál do Pece pod Sněžkou. Sutí zasypanou severní stěnou se sjíždí do Karpacze.[25] Další varianty jsou možné z Obřího sedla na sever i na jih a z Růžovohorského sedla na západ.

## Podnebí
- Průměrná celoroční teplota na povrchu hory se pohybuje pouze okolo 0,2 °C.[4]
- Na Sněžce byla naměřena rychlost větru 223 km/h (český rekord).

## Galerie

Němá značka Sněžky
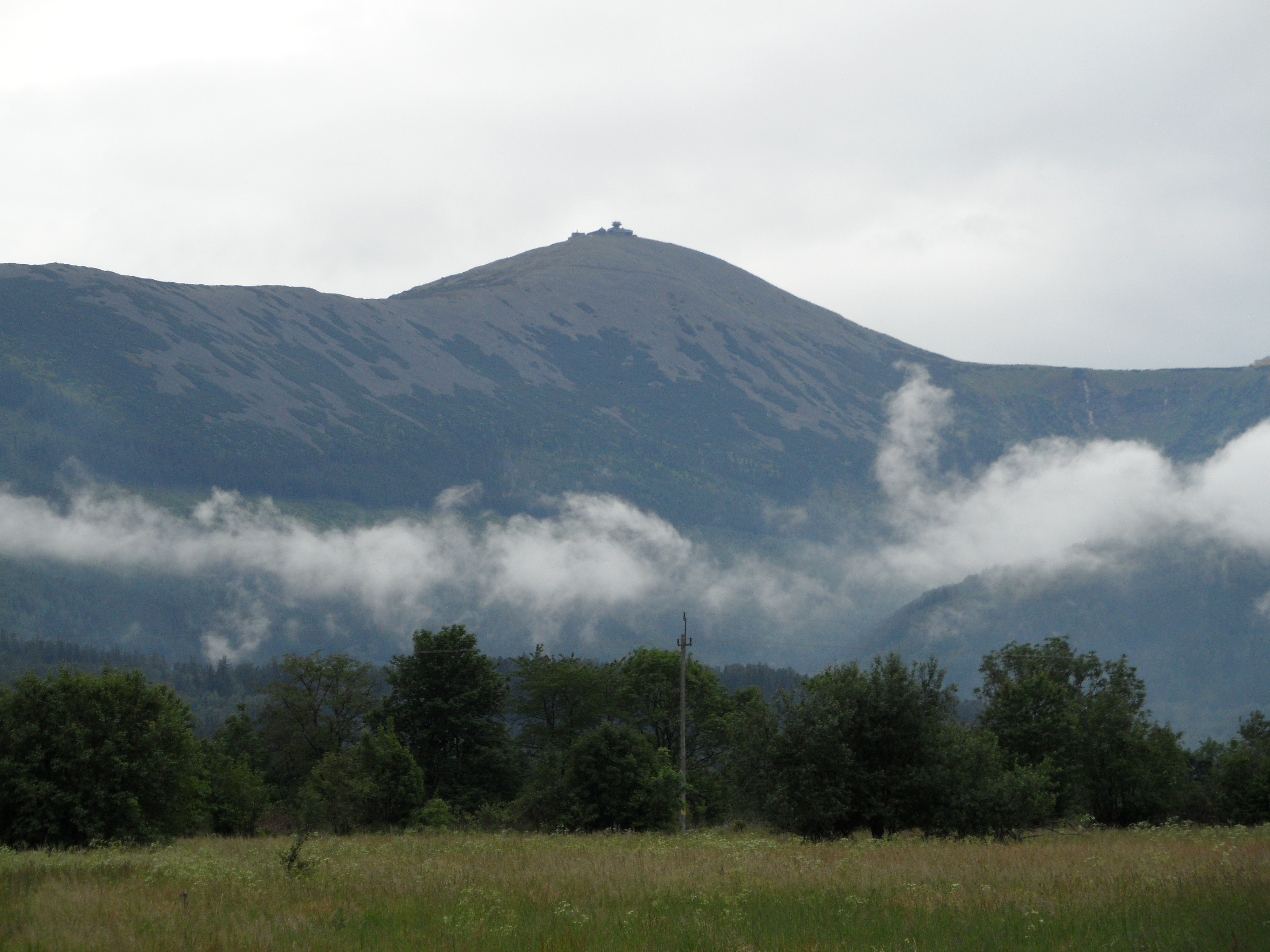
Sněžka z Polska
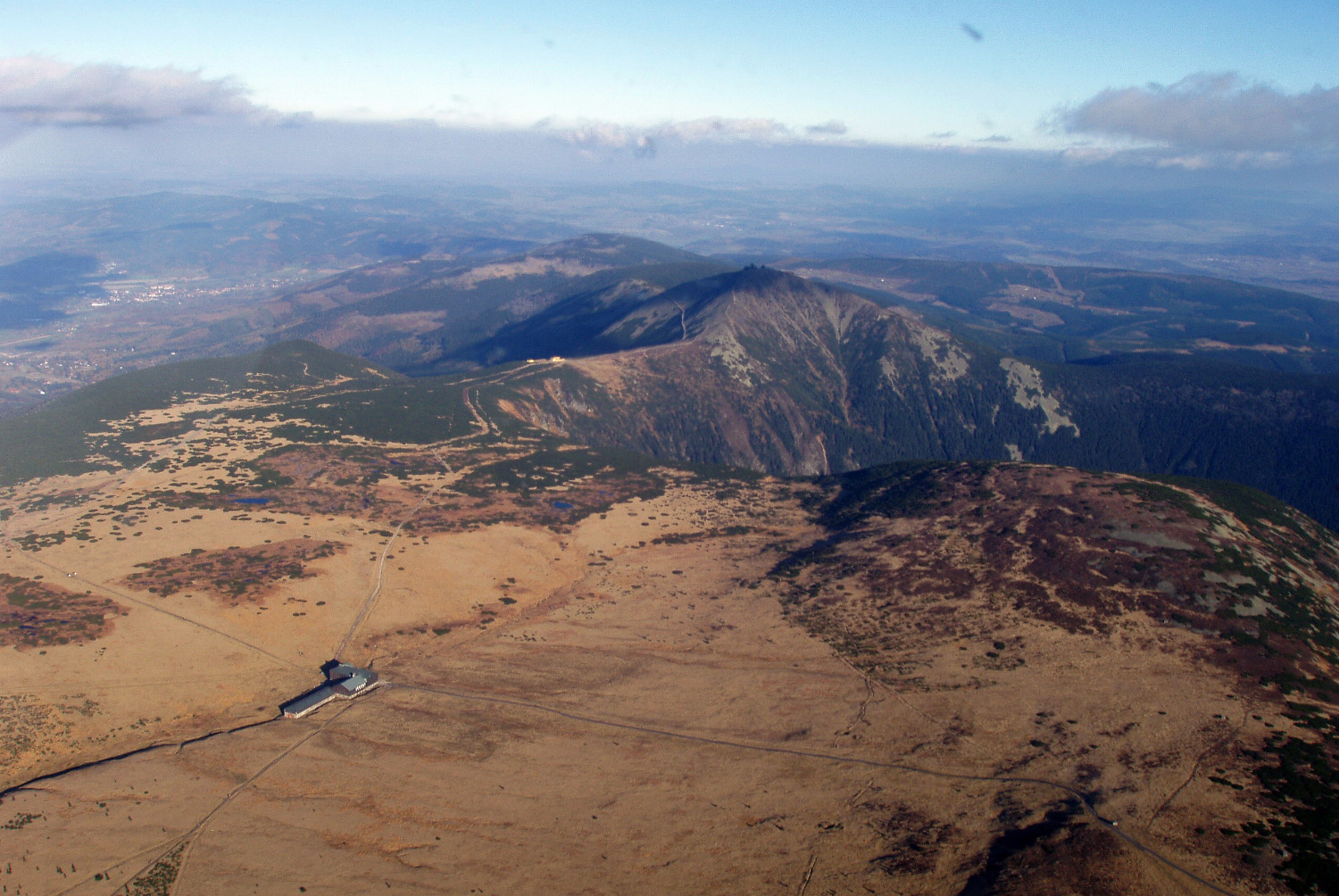
Luční bouda a Sněžka (letecký pohled)
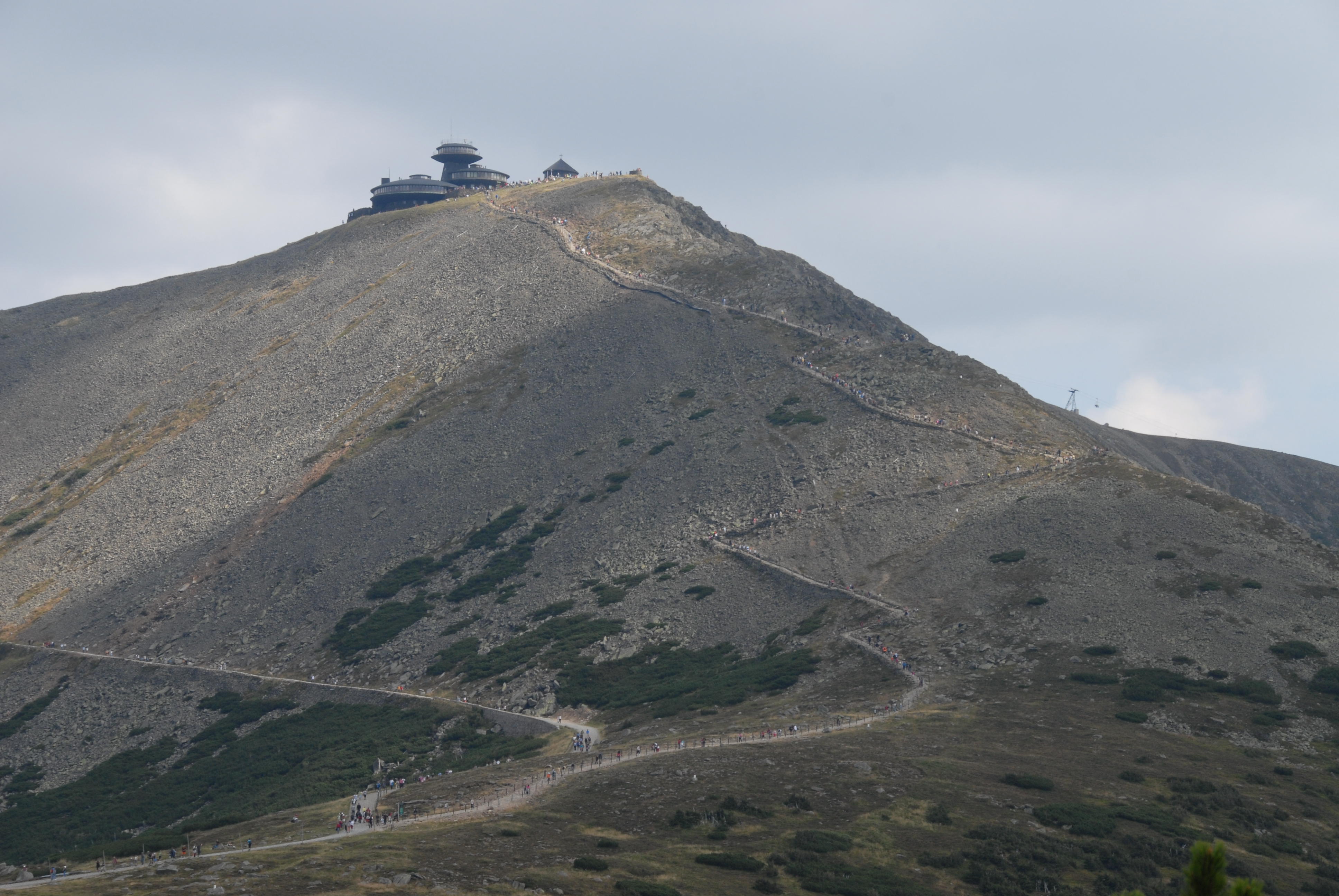
Sněžka z Obřího sedla
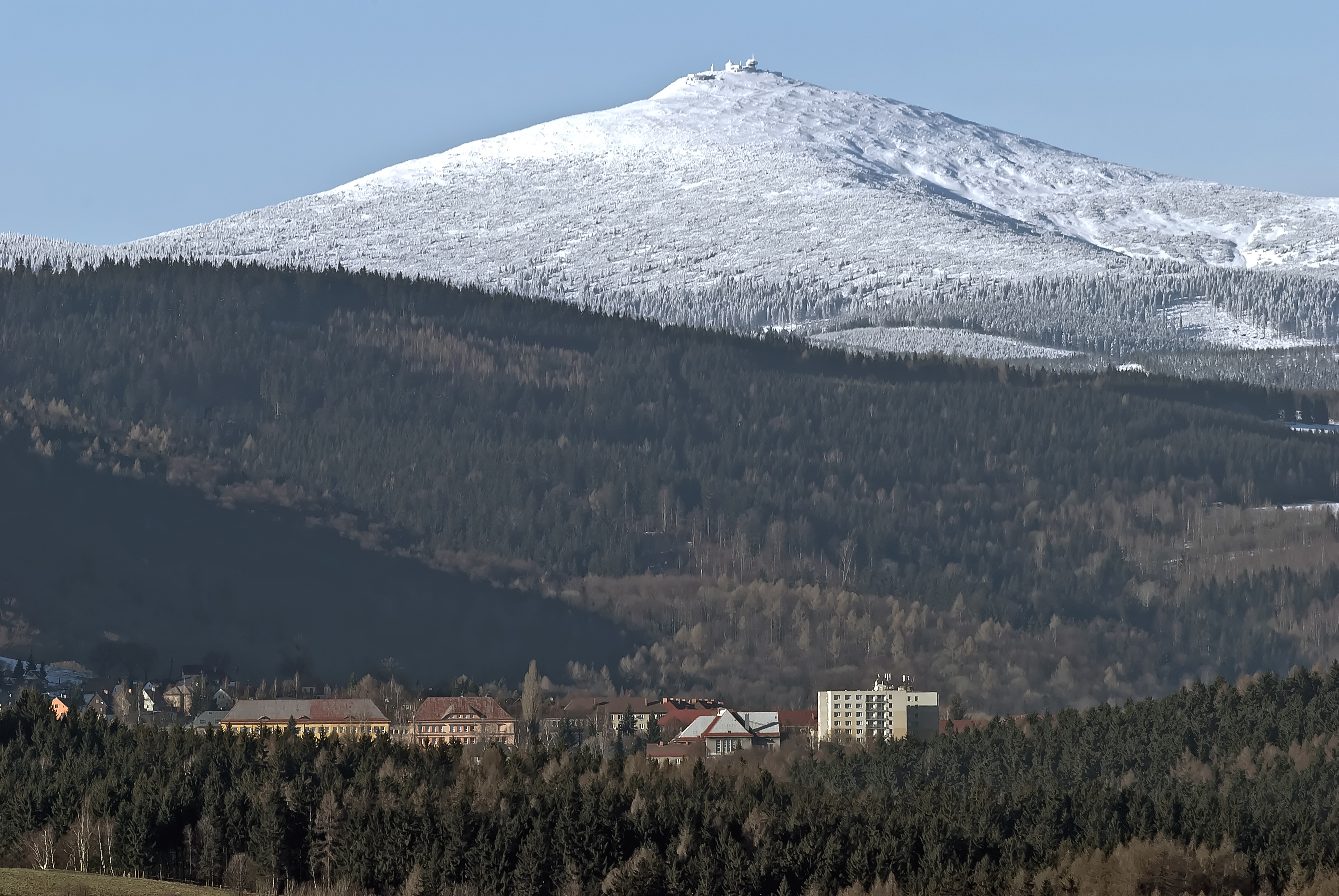
Sněžka z Polska
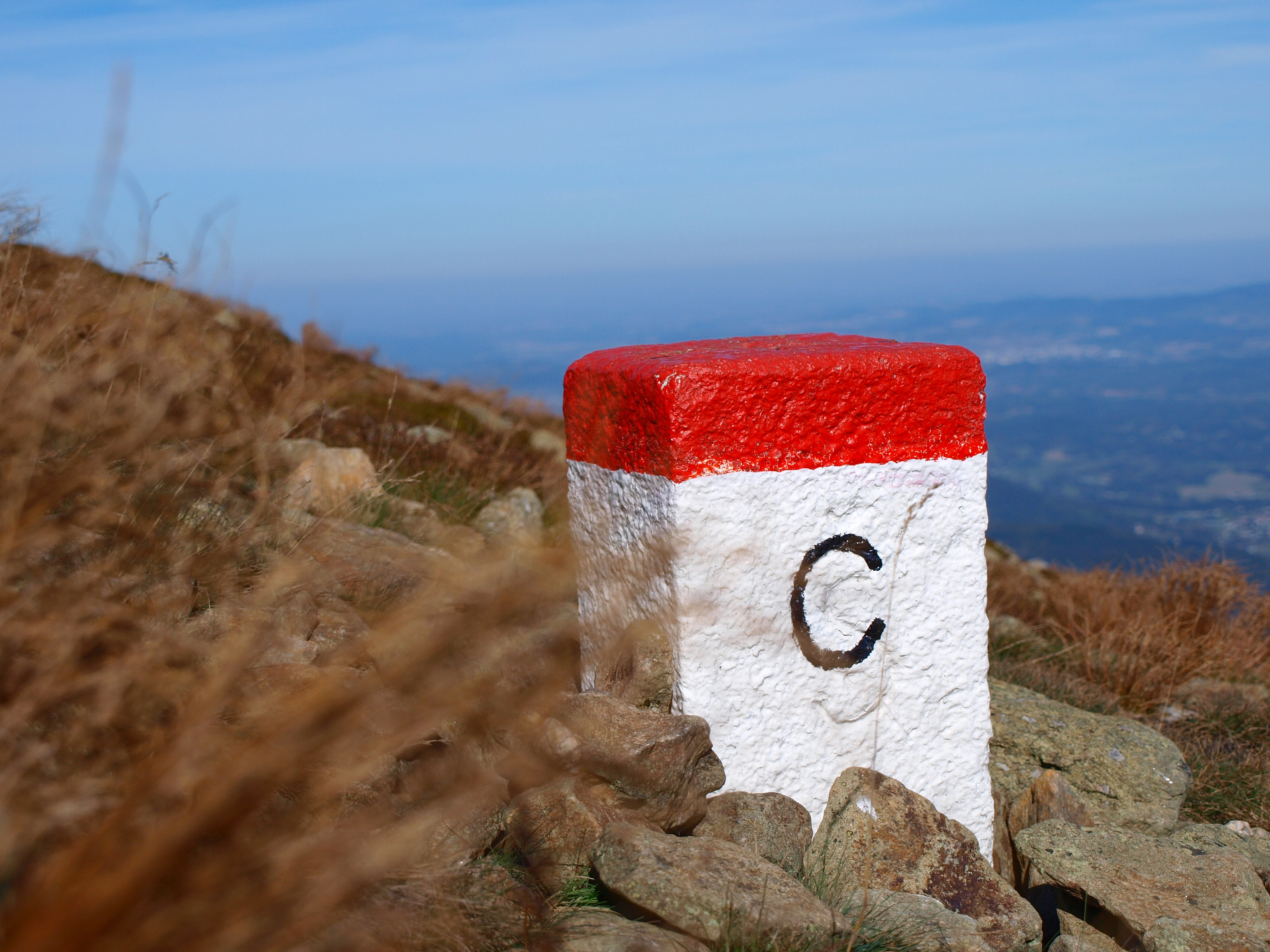
Hraniční kámen na Sněžce
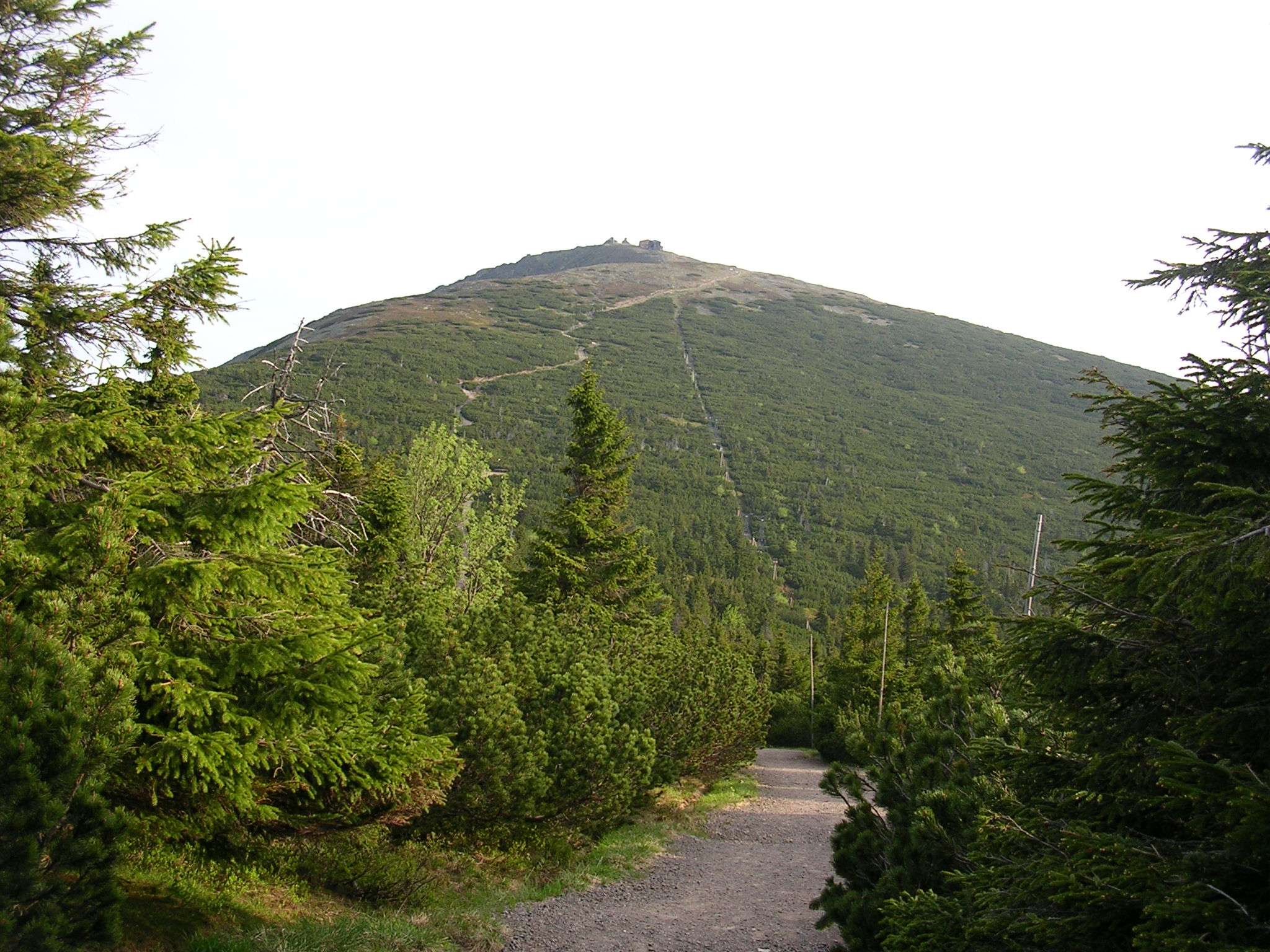
Sněžka z Růžové hory
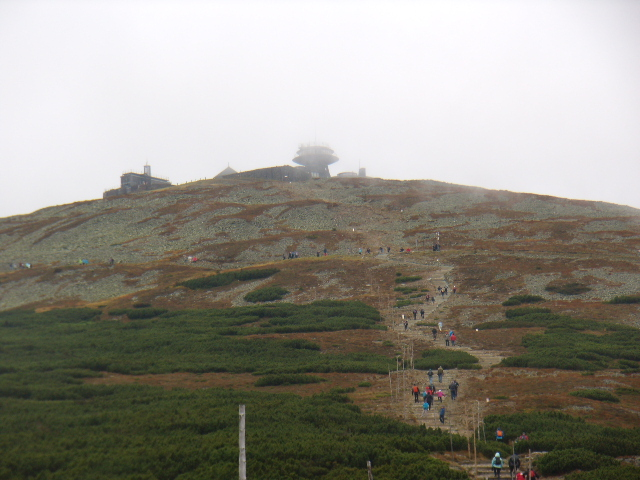
Turistická trasa na Sněžku
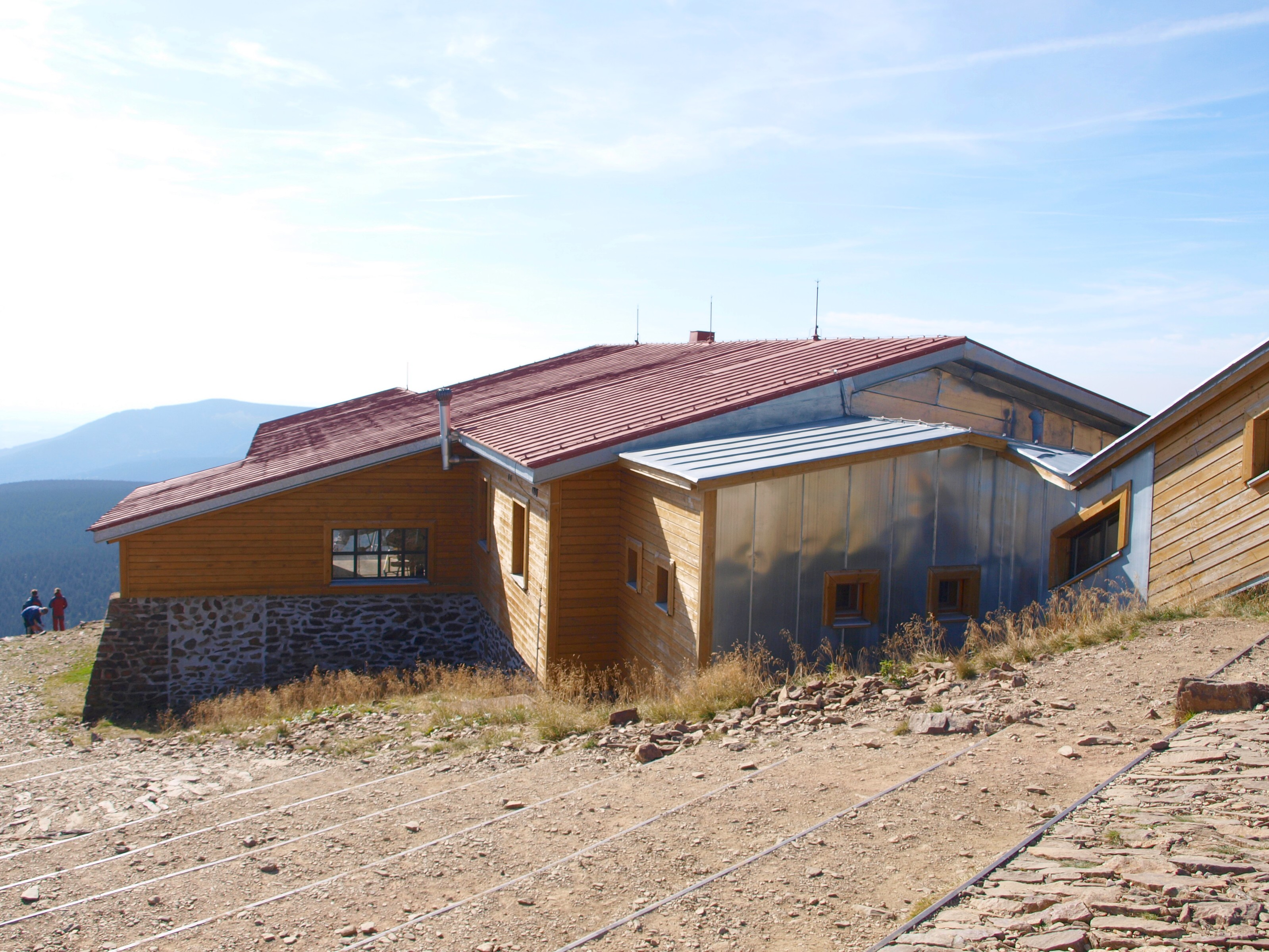
Stanice lanovky
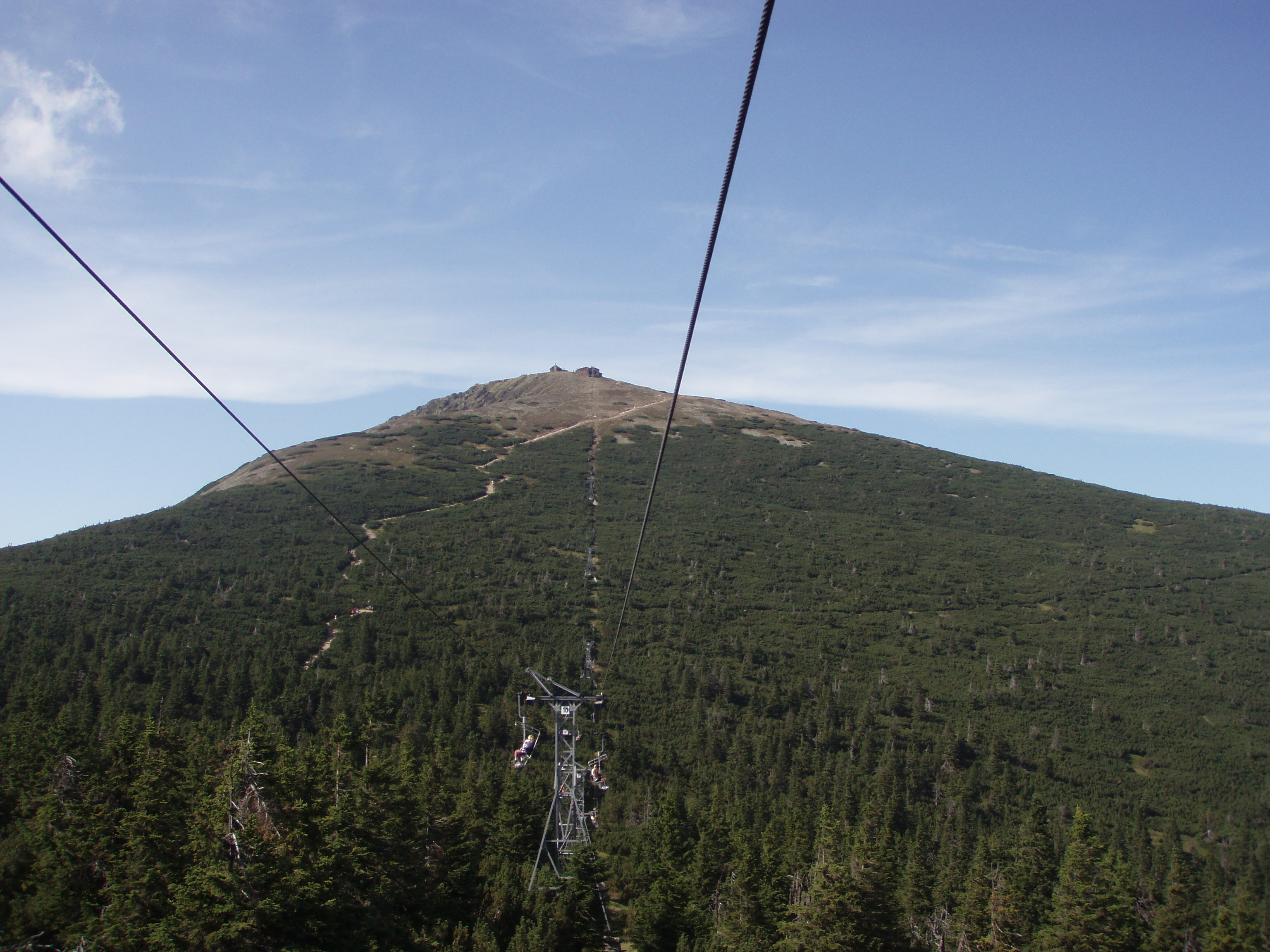
Sněžka z lanovky